# 11691 Істервуд
11691 Істервуд (11691 Easterwood) — астероїд головного поясу, відкритий 20 березня 1998 року.
Тіссеранів параметр щодо Юпітера — 3,601.